# فتویه
فتویه روستایی در دهستان فتویه بخش مرکزی شهرستان بستک استان هرمزگان ایران است. فتویه دارای جاذبه‌های گردشگری زیادی از جمله نخلستان، آبگرم، آسیاب‌های آبی، مکتب‌خانه نامی و قله های متعدد می‌باشد .

## جمعیت
بر پایه سرشماری عمومی نفوس و مسکن در سال ۱۳۹۵ جمعیت این مکان ۲٬۶۹۶ نفر (۷۸۴خانوار) بوده‌است.